# Dyplomacja prewencyjna
Dyplomacja prewencyjna (ang. preventive diplomacy) – działania mające na celu zapobieganie powstawaniu sporów między stronami, przeciwdziałanie przeradzaniu się istniejących sporów w konflikty zbrojne oraz ograniczanie zasięgu konfliktów zbrojnych.
Dyplomacja prewencyjna może wymagać prewencyjnego rozmieszczenia sił (ang. preventive deployment), a w pewnych przypadkach również ustanowienia stref zdemilitaryzowanych.